# 格鲁瓦岛

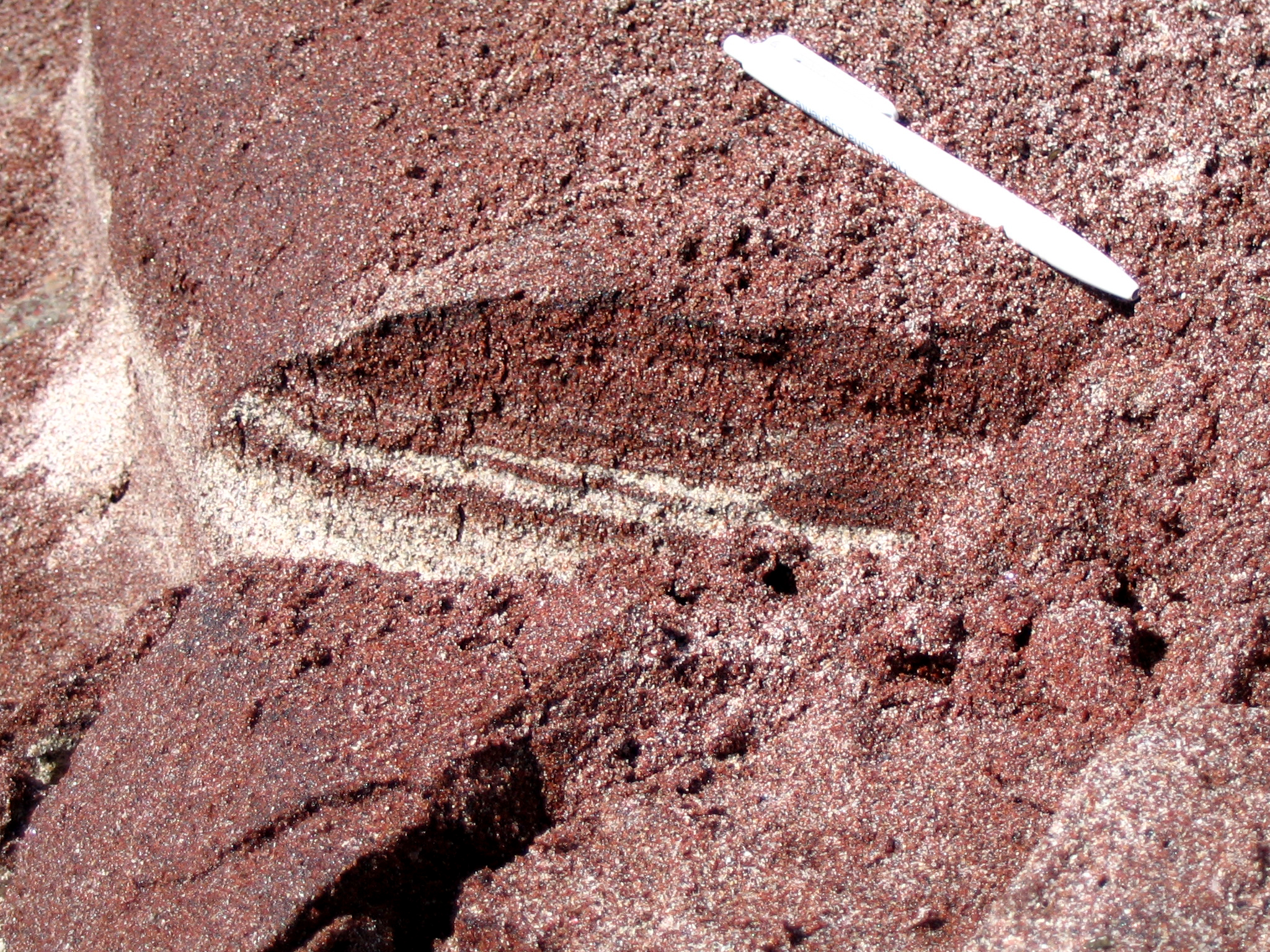
格鲁瓦岛的石榴沙滩。

格鲁瓦岛（法語：Île de Groix，法語發音：[il də ɡʁwa]），绰号“石榴岛”（法語：L’île aux Grenats），是法国莫尔比昂省的一座岛屿，也是一个市镇，位于比斯開灣，布列塔尼南部海岸附近。该岛长8千米，宽3千米，面积14.82平方千米，最高海拔48米，西半部为平均海拔40m的云母片岩高原。